# Advisory Committee on Antarctic Names
Advisory Committee on Antarctic Names (afgekort: ACAN) is een Amerikaans adviesorgaan van de United States Board on Geographic Names en is verantwoordelijk voor het voorstellen van namen voor naamloze geografische elementen van Antarctica. Aangezien de Verenigde Staten de territoriale claims van andere landen niet erkent, worden voor het gehele continent namen voorgedragen. Hierbij worden wel vergelijkbare organen van andere landen geconsulteerd.